# 라스트 모히칸 (1992년 영화)
《라스트 모히칸》(The Last Of The Mohicans)은 미국에서 제작된 마이클 만 감독의 1992년 전쟁, 멜로/로맨스 영화다. 제임스 페니모어 쿠퍼가 쓴 동명의 소설을 바탕으로 다니엘 데이 루이스 등이 주연으로 출연하였고 네드 도드 등이 제작에 참여하였다.

## 줄거리
1757년, 프렌치 인디언 전쟁이 한창이던 뉴욕 알바니에 영국군 대위 던컨 헤이워드가 도착한다. 그는 아디론댁 산맥에 위치한 윌리엄 헨리 요새의 지휘관인 먼로 대령에게 배속된다. 헤이워드는 먼로 대령의 두 딸, 코라와 앨리스를 요새까지 호위하는 임무를 맡는다. 출발 전, 헤이워드는 코라에게 청혼하지만, 코라는 결정을 미루고 시간을 더 달라고 요청한다.
허론족 출신의 마구아는 모호크족 동맹을 가장하며 헤이워드 일행과 영국 병사들을 요새로 안내하는 역할을 맡지만, 결국 이들을 함정으로 유인하여 대부분의 병사를 죽음에 이르게 한다. 이때 모히칸 족 친가치쿡과 그의 아들 운커스, 그리고 백인 입양아인 호크아이가 나타나 허론족을 전멸시키고 마구아만 탈출한다. 세 사람은 여성들과 헤이워드를 요새까지 데려가기로 동의한다. 그 과정에서 농장에서 친구들이 학살당한 것을 발견하지만, 허론족에게 위치가 발각될까 우려하여 시신을 묻지 않고 서둘러 이동한다. 코라와 호크아이, 그리고 운커스와 앨리스 사이에 서로 끌림이 생긴다.
그들은 프랑스군과 허론족이 포위 중인 요새에 도착해 간신히 침입하는 데 성공한다. 먼로 대령은 딸들이 도착한 것을 보고 놀라는데, 그는 그들에게 요새에 오지 말라는 편지를 보냈으나 전달되지 않았던 것이다. 포위 속에서 호크아이와 코라 사이에는 사랑이 싹튼다. 한편, 코라가 헤이워드의 청혼을 거절하자 헤이워드는 질투심을 품는다. 한 민병대원이 강화군을 요청하기 위해 밤중에 페트로 나서고, 호크아이와 친가치쿡, 운커스가 요새에서 엄호사격을 제공한다.
웹 장군이 민병대가 위협받으면 자택을 지키기 위해 떠날 수 있다는 협정을 무시하자, 먼로 대령은 이를 거부한다. 이에 호크아이는 민병대가 몰래 요새를 빠져나가도록 돕는다. 호크아이는 반역죄로 체포되어 교수형 선고를 받는다. 그러나 웹 장군이 병력을 보내지 않을 것을 알게 된 먼로는 결국 프랑스의 몽캄 장군과 항복 조건을 수락할 수밖에 없는데, 영국군은 무기와 명예를 유지하며 요새를 떠날 수 있다. 그러나 마구아는 먼로가 자신의 가족을 죽였다고 여기며 깊은 원한을 품고 있다.
먼로와 병사들, 민간인들이 요새를 떠나자, 마구아가 이끄는 허론족이 이들을 기습 학살한다. 먼로는 마구아에게 치명상을 입고, 딸들을 죽인 후 심장을 도려내겠다는 협박을 받는다. 호크아이와 운커스, 친가치쿡은 이 난리 속에서 코라, 앨리스, 헤이워드를 데리고 도망친다. 그들은 폭포 뒤의 동굴에 숨어 몸을 숨기지만, 마구아 일행에게 발각된다. 세 사람은 폭포에서 뛰어내려 탈출하며 호크아이는 코라에게 살아남으라며 자신이 반드시 찾아내겠다고 맹세한다.
마구아는 세 포로를 허론족 마을로 데려간다. 그가 족장 앞에서 말을 하는 사이, 무장하지 않은 호크아이가 협상을 위해 나타난다. 족장은 헤이워드를 영국군에 돌려보내고, 앨리스는 먼로에게 입은 피해에 대한 보복으로 마구아에게 넘기며, 코라는 불에 태워 죽이라는 판결을 내린다. 호크아이의 용기에 평화롭게 떠나도 된다는 허락이 떨어지지만, 그는 대신 코라의 자리를 제안한다. 헤이워드는 통역을 하면서 코라 대신 자신의 생명을 달라고 요구한다. 호크아이가 코라와 함께 마을을 떠나려 할 때, 불에 타는 헤이워드를 자비의 총격으로 쏘아 죽인다.
친가치쿡, 운커스, 호크아이는 앨리스를 구하기 위해 마구아 일행을 추적한다. 운커스는 허론족과 싸워 여러 명을 죽이지만, 마구아에게 목숨을 잃고 절벽 아래로 떨어진다. 운커스의 죽음에 깊이 절망한 앨리스는 마구아와 함께 있을 수 없다며 같은 절벽에서 자살한다. 분노한 호크아이와 친가치쿡은 허론족을 몰아붙여 다수를 죽이고, 호크아이는 총을 겨누어 나머지를 제압한다. 친가치쿡이 마구아와 일대일로 맞서 싸워 그를 죽이며 운커스의 복수를 완성한다. 이후 친가치쿡은 위대한 영혼에게 운커스를 맞이해 달라 기도하며 자신이 ‘마지막 모히칸’임을 선언한다.

## 출연

### 주연
- 다니엘 데이 루이스 — 나다니엘 "호크아이" 포 역
- 매들린 스토우 — 코라 먼로 역
- 러셀 민즈 — 친가치쿡 역
- 에릭 슈웨이그 — 운커스 역
- 조디 메이 — 앨리스 먼로 역
- 스티븐 워딩턴 — 덩컨 헤이워드 소령 역
- 웨스 스투디 — 마구아 역

### 조연
- 모리스 로에브스 — 먼로 대령 역
- 파트리스 셰로 — 몽캄 장군 역
- 에드워드 블래치퍼드 — 잭 윈스로프 역
- 테리 키니 — 존 캐머런 역
- 트레이시 엘리스 — 알렉산드라 캐머런 역
- 데니스 뱅크스 — 온게와스곤 역
- 피트 포슬스웨이트 — 빔스 대위 역
- 콜럼 미니 — 앰브로스 병장 역
- 맥 앤드류스 — 웹 장군 역
- 말콤 스토리 — 펠프스 역
- 데이비드 쇼필드 — 병장장 역
- 에릭 D. 샌드그렌 — 쿠루르 드 부아 역
- 마크 에드리스 — 부갱빌 대위 역
- 팀 호퍼 — 이안 역
- 재러드 해리스 — 영국 중위 역
- 세바스티앙 로셰 — 마틴 역
- 커티스 개스턴 — 병사 #1 역

## 기타
- 원작자: 제임스 페니모어 쿠퍼
- 미술: 울프 크로에거
- 세트: 짐 에릭슨
- 세트: 제임스 V. 켄트
- 의상: 엘자 잠파렐리
- 배역: 보니 티머먼

## 한국어 더빙 성우진

### KBS (1995년 8월 16일)
- 박기량 - 나다니엘(다니엘 데이 루이스)
- 서혜정 - 코라(매들린 스토우)
- 이강식
- 설영범
- 오세홍
- 이윤선
- 이종구
- 김창주
- 김영민
- 김태웅
- 박홍식
- 홍시호
- 배정미

### MBC (1999년 6월 12일)
- 홍성헌 - 호크 아이(다니엘 데이 루이스)
- 송도영 - 코라(매들린 스토우)
- 권혁수 - 던칸(스티브 워딩튼)
- 황일청
- 한규희
- 이병식
- 이윤연
- 이종혁
- 이승환
- 박지훈
- 변종필
- 김영선
- 김기철
- 김민성
- 김용준
- 박선영
- 송준석
- 최수진